# 末代兒女情
《末代兒女情》是1990年台視八點檔連續劇，楊佩佩製作，劉松仁、藍潔瑛、李立群、張冰玉、崔佩儀、張玉嬿、蕭大陸、馬景濤、常楓、魯振順等人共同上演一段亂世兒女的愛恨情仇，可說是一齣結合歷史與情感的八點檔大戲。在1991年第26屆金鐘獎，該劇在電視金鐘獎入圍九項。
2017年11月23日，YouTube「台視官方頻道」發布《末代兒女情》台視官方完整版。

## 劇情
滿清末年，一個豪門巨族因受慈禧太后寵信而紅極一時，後又因為失寵而家道中落。佟承勳嘗盡人情冷暖、世態炎涼後，終於大澈大悟，毅然加入革命陣營，參與推翻滿清的神聖任務。時代背景始於1900年（光緒26年）。

## 演員表
| 角色          | 演員   | 备注                                   |
| ------------- | ------ | -------------------------------------- |
| 佟承勛/佟繼祖 | 劉松仁 | 配音：孫德成                           |
| 馬素心        | 蓝洁瑛 |                                        |
| 馬玉庭/馬忠輝 | 蕭大陸 |                                        |
| 赫世龍        | 李立群 |                                        |
| 慈禧太后      | 張冰玉 | 曾於1970年《清宮殘夢》劇中飾演同一角色 |
| 李蓮英        | 雷鳴   |                                        |
| 光緒皇帝      | 陳立華 |                                        |
| 袁世凱        | 丁鵬   |                                        |
| 劉振西        | 曹健   |                                        |
| 劉艷蓉        | 張玉嬿 |                                        |
| 佟鎮國        | 常楓   |                                        |
| 佟承恩        | 馬景濤 |                                        |
| 佟品娃        | 崔佩儀 |                                        |
| 赫天祿        | 郎雄   |                                        |
| 趙春花        | 丁玫   |                                        |
| 馬光遠        | 韓甦   |                                        |
| 尼堪          | 李全忠 |                                        |
| 郝世鵬        | 魯振順 |                                        |

## 工作人員表
- 監製：盛竹如
- 製作人：楊佩佩
- 企劃：丁琮鈴
- 編劇：博華（陳麗華、關展博）
- 片頭設計：梁凱程
- 片頭題字：陳民生
- 電腦美術：許琦鷺、蕭夢麟
- 武術指導：胡智龍、孫壽山
- 製作群：陳淑華、王雲龍、林義峰、林文賓、李憲政、張素蓮、金德珍
- 執行製作：車軾、柳淇淞
- 造型設計：吳寶玲
- 服裝：趙僅、金美玲、詹美枝、呂牡丹、朱文芳
- 梳粧：沈步海、茅新蟾
- 化粧：閔歡美、楊素珍、詹慧娟、康海倫、趙貴珠、陳小玲
- 道具：梁貴明、林靜敏
- 美術設計：陳民生
- 美術指導：黃志鴻
- 美術助理：郭鳴忠、尹新有、杜國基
- 外景攝影：李雲山
- 外景燈光：蘇良志
- 剪輯：金山、陳文闓、陳林訓、游銀山
- 後製作剪輯：PPR小組
- 配音：李娟、孫德成
- 音效：六鑫配音室
- 成音：徐恩禮、陳文田、汪清教
- 燈光：江碩茂、鄭紫祥、賴吉光、鄭清松
- 攝影：張炳欽、石台義、顧志宏、陳三雄、劉家漢、羅承蓀、鳳錦程
- 視訊：林永福、陳遵生
- 技術指導：李長盛、毛志揚
- 副導演：湯莉娟
- 導演：賴水清、梁凱程、李豔芳
- 助理導播：關曉英、李玥
- 副導播：賴曉琳、夏大緯
- 導播：朱莉莉、林芳淑

## 主題曲
| 曲別   | 歌名 | 作詞           | 作曲   | 演唱   | 播出集數 |
| 片頭曲 | 情關 | 小蟲（陳煥昌） | 小蟲   | 陳淑樺 |          |
| 片尾曲 | 夢醒 | 娃娃（陳玉貞） | 鈕大可 | 謝雷   |          |

## 獲獎
第26屆金鐘獎，《末代兒女情》在電視金鐘獎入圍戲劇節目獎連續劇類、男演員獎（李立群、劉松仁）、女演員獎（張玉嬿）、編劇獎（陳麗華、關展博）、攝影獎（李雲山）、剪輯獎（游銀山）、燈光獎（賴吉光、鄭清松）、美術指導獎（黃志鴻），獲得剪輯獎、燈光獎。

## 外部連結
- 末代兒女情-台視影音 （页面存档备份，存于）（繁體中文）
- 豆瓣电影上《末代兒女情》的資料 （简体中文）